# شارل رنو
شارل رنو (فرانسوی: Charles Renaux‎؛ ۱۸۸۵ – ۱۷ اکتبر ۱۹۷۱) بازیکن فوتبال اهل فرانسه بود.
وی همچنین در تیم ملی فوتبال فرانسه بازی کرده‌است.